# Rus (Hiszpania)
Rus – gmina w Hiszpanii, w prowincji Jaén, w Andaluzji, o powierzchni 47,3 km². W 2011 roku gmina liczyła 3785 mieszkańców.